# Bahuvrihi
Bahuvrihi er et ord, som er sammensat af et adjektiv og et substantiv, og hvis betydning er forskellig fra betydningen af de to enkelte ord. For eksempel er en rødkælk en fugl, mens en rød kælk har en anden betydning. Ordet bahuvrihi stammer fra sanskrit, hvor det betyder det at have for meget ris.
| Sprog | Spire Denne artikel om sprog er en spire som bør udbygges. Du er velkommen til at hjælpe Wikipedia ved at udvide den. |